# Pierre Corneille
Pierre Corneille (Ruan, 6 de junio de 1606 - París, 1 de octubre de 1684) fue un poeta, teórico y dramaturgo francés. Es considerado como uno de los mejores escritores de la lengua francesa y la literatura universal. 
La riqueza y diversidad de su obra cercana a la estética barroca, llena de inventiva teatral, que supo dotar de poder emocional y reflexivo, marcó las reglas del Clasicismo francés del siglo XVII. Su teatro hace eco de las inquietudes e interrogantes de su tiempo, el Gran Siglo francés, cuyas cuestiones abarcan desde el poder, la vida civil, la guerra, la muerte o la lucha por el trono. Hoy día es uno de los autores más interpretados y mundialmente reconocidos junto a Molière y Racine.

## Biografía

### Una familia burguesa reciente

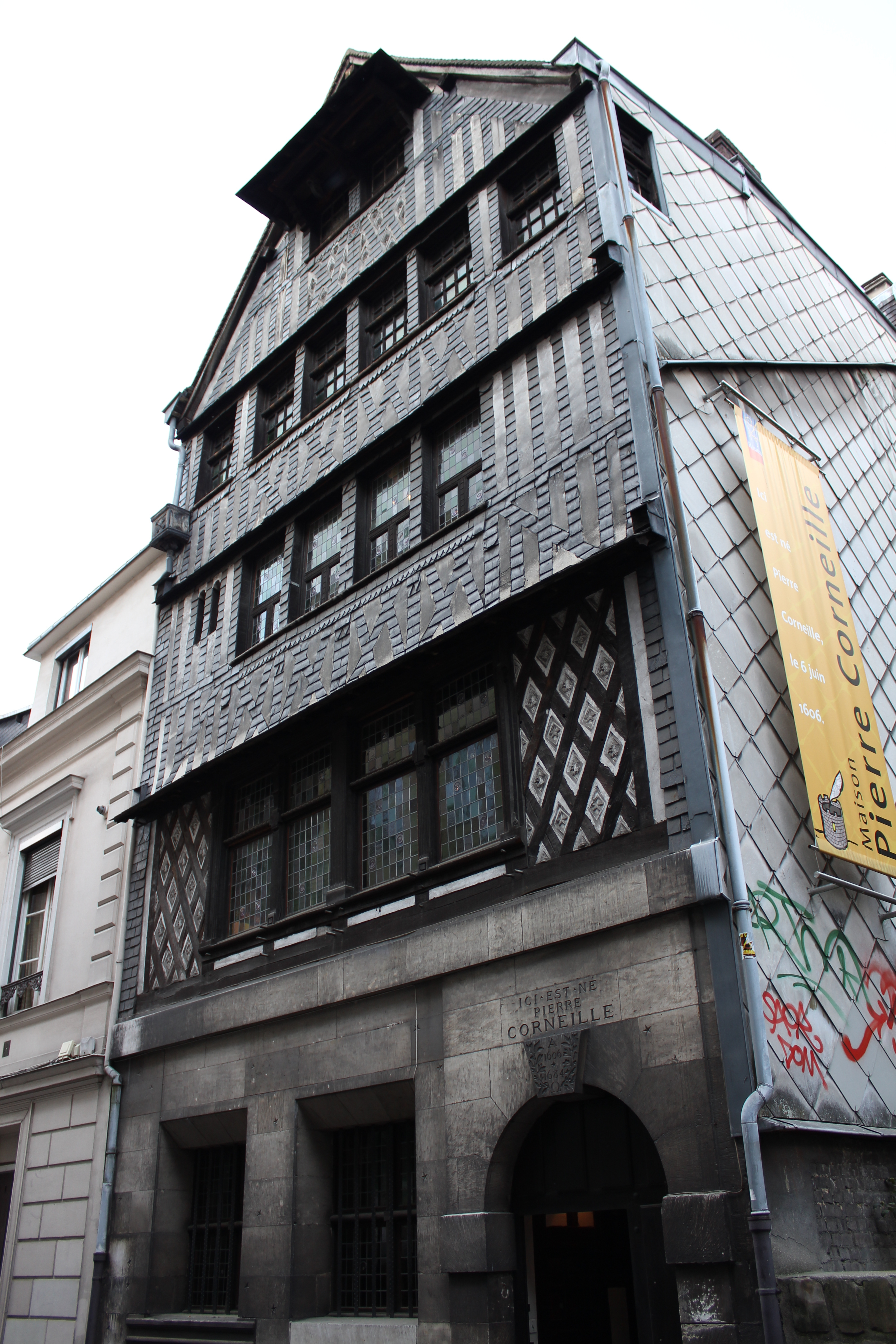
Fachada de la casa natal de Pierre Corneille, ahora museo Pierre Corneille, rue de la Pie en Rouen.

El lugar de nacimiento de la familia Corneille se encuentra en Conches-en-Ouche, donde los Corneille eran agricultores y comerciantes curtidores.
El antepasado más lejano encontrado es Robert Corneille, bisabuelo del dramaturgo, propietario de una curtiduría fundada en 1541.
Su hijo mayor, Pierre se casó en 1570 con Barbe Houel, sobrina de un secretario criminal del Parlamento de Rouen; se convierte en secretario de su tío por matrimonio. Luego compró modestos puestos de oficial (“maestro privado de aguas y bosques del vizcondado de Rouen” y asesor de referéndum de la Cancillería), lo que le permitió obtener la licenciatura en derecho y convertirse en abogado en 1575. En 1584 compró dos casas en la calle de la Pie, donde nació el futuro dramaturgo. La familia Corneille pasó así a formar parte de la clase media baja.
El mayor de sus hijos, también llamado Pierre, se convirtió en 1599 en “Maestro Investigador de Aguas y Bosques de la Bailía de Rouen”. En 1602 se casó con Marthe Le Pesant, hija de un abogado, hermana de un notario. En 1619 vendió su cargo para vivir de sus rentas.
Pierre, abogado del rey, y Marthe Corneille tienen ocho hijos, dos de los cuales murieron prematuramente; El futuro dramaturgo es el mayor de los seis hermanos que le quedan, siendo el menor veintitrés años menor que él.

### Formación
Tuvo una brillante educación secundaria en el colegio Bourbon (hoy colegio Corneille), dirigido por los jesuitas. Ganó varios premios y descubrió la pasión por la elocuencia de los estoicos latinos y por la práctica teatral que los jesuitas introdujeron en sus colegios desde una perspectiva educativa.
Luego, como todos los miembros de la familia Corneille, estudió Derecho. Prestó juramento como abogado el 18 de junio de 1624 en el Parlamento de Rouen.
En 1628, su padre le compró dos oficinas como abogado del rey por 11.600 libras, en la sede de Eaux et Forêts y en el almirantazgo de Francia en la Mesa de Mármol de Rouen. Asumió el cargo el 16 de febrero de 1629. Tímido y poco elocuente, desistió de suplicar. Mientras continúa su profesión de abogado, que le proporciona los recursos económicos necesarios para alimentar a su familia de seis hijos, se dedica luego a la escritura y al teatro, cuyos personajes le permiten redescubrir la vocación de orador que le hizo fracasar como litigante.

### Literato
Con sus  obras (Clitandro, La viuda, La galería del palacio, La siguiente, La plaza real, Medea y La ilusión cómica), Corneille crea un nuevo estilo teatral, en el que los sentimientos trágicos son puestos en escena por primera vez en un universo plausible: el de la sociedad contemporánea.
Corneille, autor oficial por nombramiento del cardenal Richelieu, rompe con su estatus de poeta del régimen y con la política controvertida del cardenal, para escribir obras que exaltan los sentimientos de nobleza (El Cid), que recuerdan que los políticos no están por encima de las leyes (Horacio), o que presentan a un monarca que trata de recuperar el poder sin ejercer la represión (Cinna).
En 1647 es elegido para la Academia Francesa; ocupa el sillón número 14 de la tabla redonda hasta su muerte, cuando le sucederá su hermano Thomas.
Tras la muerte de Richelieu, entre los años 1643 y 1651, y durante el período de La Fronda, la crisis de identidad que padece Francia se refleja en la obra de Corneille: arregla cuentas con Richelieu en La Muerte de Pompeyo, escribe Rodugone, una tragedia sobre la guerra civil, y desarrolla el tema del rey oculto en Héraclius, Don Sancho de Aragón y Andrómeda, interrogándose sobre la naturaleza misma del rey, subordinado a las vicisitudes de la historia, por lo que hace que este gane en humanidad. Fue precisamente la maquinaria necesaria para la puesta en escena de Andrómeda, presentada como su obra maestra, la que justificó la construcción del Teatro de Petit-Bourbon en 1650.
A partir de 1650, sus obras conocen menores éxitos, y tras el fracaso de Pertharite, Corneille deja de escribir durante varios años.
La estrella ascendente del teatro francés es ahora Jean Racine, en cuyas obras las intrigas prevalecen sobre los sentimientos, y aparecen menos heroicos y más humanos. El viejo poeta no se resigna y renueva el teatro con la tragedia Edipo.
Pierre Corneille continúa innovando el teatro francés hasta su muerte, y crea lo que él llama una «Habitación de las máquinas», es decir, privilegia la puesta en escena y los efectos especiales (El vellocino de oro), y prueba con el teatro musical (Agésilas, Psyché); muestra la incompatibilidad del cargo real con el derecho a la felicidad (Sertorius, Suréna). La comparación con Jean Racine se volvió en su contra, puesto que ambos autores crearon casi simultáneamente sendas obras sobre el mismo tema, Corneille Tito y Bérénice y Racine Berenice.
Al final de su vida, la situación de Pierre es muy mala y solicita una pensión real, que Luis XIV le concede. Pierre Corneille muere en París el 1 de octubre de 1684.
La extensión y riqueza de su obra ha hecho que en Francia se desarrolle el adjetivo cornelliano que hoy en día es bastante extenso, puesto que significa a la vez la voluntad y el heroísmo, la fuerza y la densidad literaria, la grandeza de alma y la integridad, y una oposición irreductible en los puntos de vista.

## Matrimonio (1641)
En 1641, gracias a la intervención de Richelieu, se casó con una joven aristócrata, Marie de Lampérière, hija de Matthieu de Lampérière, teniente general de Andelys. De este matrimonio nacieron ocho hijos: tres niñas, cuatro niños y un niño que falleció prematuramente, del cual se desconoce el sexo. Su hermano menor, Thomas, se casaría más tarde con la segunda hija del teniente general, Marguerite. Esta intervención de Richelieu a su favor, cinco años después de que el mismo Richelieu hubiera exigido a la Academia francesa su opinión sobre la conformidad del Cid con las reglas dramáticas, explica los sentimientos encontrados de Corneille tras la muerte del cardenal ministro, expresados en una cuarteta que sigue siendo famosa (1643):

Qu’on parle mal ou bien du fameux cardinal 

Ma prose ni mes vers n’en diront jamais rien ; 

Il m’a trop fait de bien pour en dire du mal ; 

Il m’a trop fait de mal pour en dire du bien. 

(Si hablamos bien o mal del célebre cardenal 

Mi prosa ni mis versos jamás dirán nada al respecto; 

Me ha hecho demasiado bien para decir nada malo de él; 

Me lastimó demasiado como para decir algo bueno sobre él.) 

## Obras
- Melita (1630)
- Clitandro o La inocencia perseguida (1631)
- La viuda (1632)
- La galería del palacio (1633)
- La siguiente (1634)
- La plaza Real (1634)
- Medea (1635)
- La ilusión cómica (1636)
- El Cid (1636)
- Horacio (1640)
- Cinna o la Clemencia de Augusto (1641)
- Polyeucto (1643)
- La Muerte de Pompeyo (1644)
- El Mentiroso (1644)
- Rodogune (1644)
- Théodore (1646)
- Héraclius (1647)
- Andrómeda (1650)
- Don Sancho de Aragón (1650)
- Nicomedes (1651)
- Pertharite (1652)
- Edipo (1659)
- Sertorio (1662)
- Otón (1664)
- Agésilas (1666)
- Atila (1667)
- Tito y Berenice (1670)
- Psiqué (1671)
- Pulquería (1672)
- Surena (1674)

## Legado
El dramaturgo, escritor y filósofo Voltaire creó, con el apoyo de la Academia Francesa, un conjunto de doce volúmenes anotados de las obras dramáticas de Corneille, los Commentaires sur Corneille. Esta obra de Voltaire es su mayor en el área de la crítica literaria.  La propuesta de Voltaire a la Academia describía a Corneille como lo que Homero había hecho por el griego: mostrar al mundo que podía ser un medio para el gran arte. Voltaire se vio impulsado a defender la literatura clásica francesa frente a las influencias extranjeras, cada vez más populares, como William Shakespeare. Esto se refleja en la primera edición de los Commentaires, publicada en 1764, que se centraba en las mejores obras de Corneille y contenía críticas relativamente apagadas. En la segunda edición, publicada diez años más tarde, Voltaire había llegado a una valoración más negativa de Corneille y a una opinión más firme sobre la necesidad de una crítica objetiva. Añadió quinientas notas críticas, abarcando más obras y adoptando un tono más negativo. Las opiniones de los críticos sobre Corneille estaban ya muy polarizadas. La intervención de Voltaire polarizó aún más el debate y algunos críticos consideraron que sus críticas eran pedantes y movidas por la envidia. En el siglo XIX, la corriente de opinión se volvió contra Voltaire. Napoleón expresó su preferencia por Corneille en lugar de Voltaire, lo que reavivó la reputación del primero como dramaturgo y disminuyó la del segundo.
En el episodio 31 de la serie de videoconferencias de 1989, "La tradición occidental", el profesor de la UCLA Eugen Weber ofrece otros comentarios sobre la obra de Corneille:

"Pero hay que recordar que las obras de Corneille iban dirigidas a una aristocracia a la que no podían llegar los sermones, la moralina, el sentimentalismo. Así que les tocó mostrando la grandeza de la autodisciplina y la abnegación, de no hacer lo que se quiere, sino lo que se debe hacer. Y nótese que Corneille no decía, como lo haría un cristiano, que cumplir con tu deber te hace bueno, decía que cumplir con tu deber te hace grande. Cuando Corneille presentó la lucha entre la pasión y el deber, no era una invención nueva. Lo que era nuevo en Corneille era que mostraba una pasión legítima opuesta a otra pasión igualmente legítima. Era importante elevar el debate de una contienda entre el bien y el mal a una contienda entre dos derechos. Porque un caballero que se metía en una pelea no podía admitir que estaba equivocado, pero si empezabas por estipular que sus motivos eran honorables, al menos se paraba a considerar tu argumento, que es lo que Corneille conseguía al elevar el debate a un plano superior. Y las personas del siglo XVII que amaban sus historias de aventuras sentían vagamente que estaban recibiendo en ellas algo que no habían conocido antes. Y tenían razón. No lo habían conocido antes por la sencilla razón de que había salido con los griegos. El pensamiento romano era demasiado legalista, el pensamiento cristiano era demasiado simplista para tolerar la idea de que pudiera haber dos derechos, que pudiera haber dos lados en un conflicto. Esta es una visión muy sofisticada, y sólo es apta para mentes muy sofisticadas. Y la pequeña minoría de la sociedad del siglo XVII que leía a Corneille, que veía las obras de Corneille, apenas era muy sofisticada, pero al menos empezaba a intentarlo".

## Homenajes y posteridad

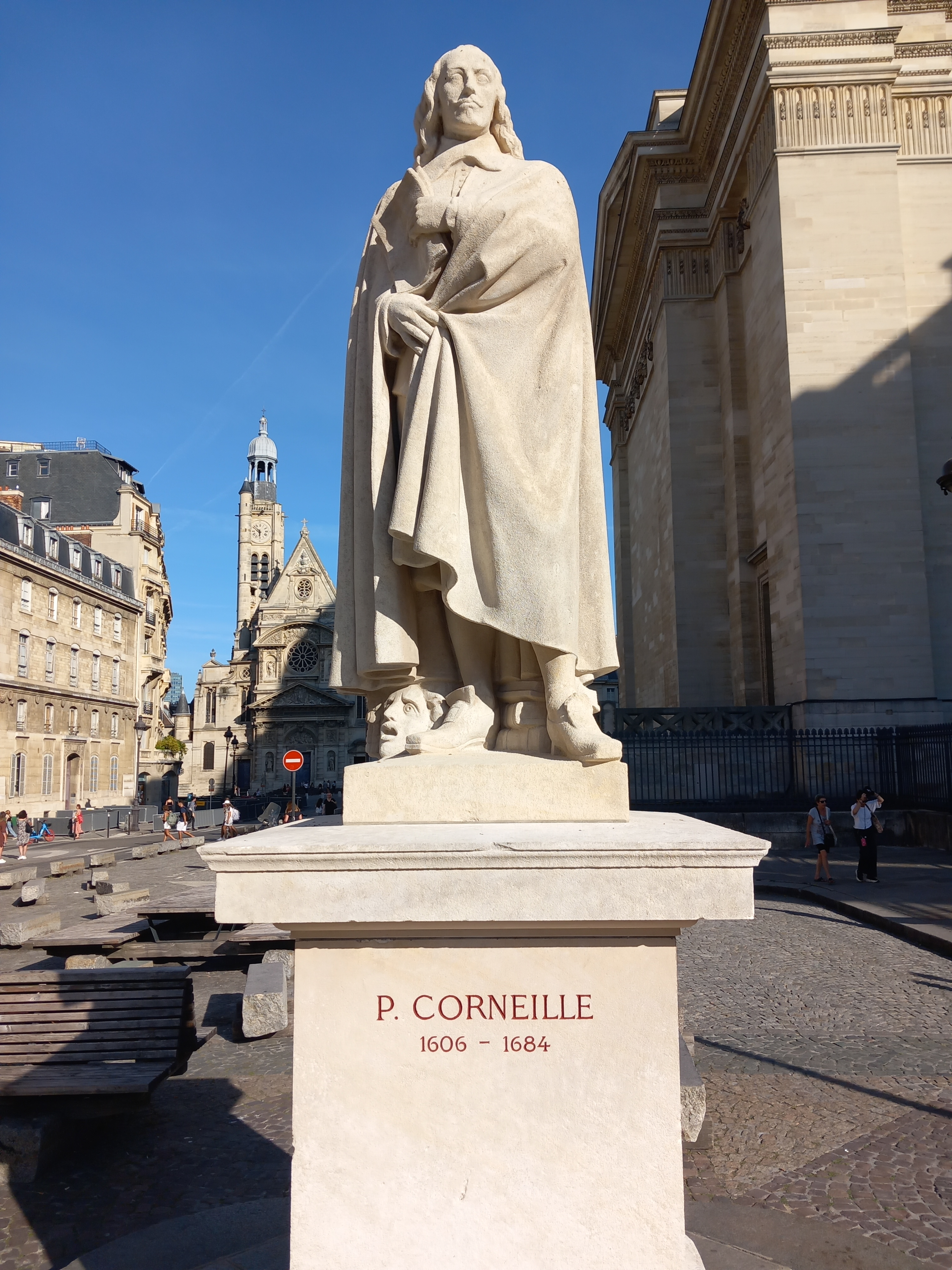
Estatua de P. Corneille delante del Panteón de París.

### Dibujos y tablas
En el museo Carnavalet se exhibe un retrato de Pierre Corneille realizado por el pintor François Sicre.

### Billete de banco

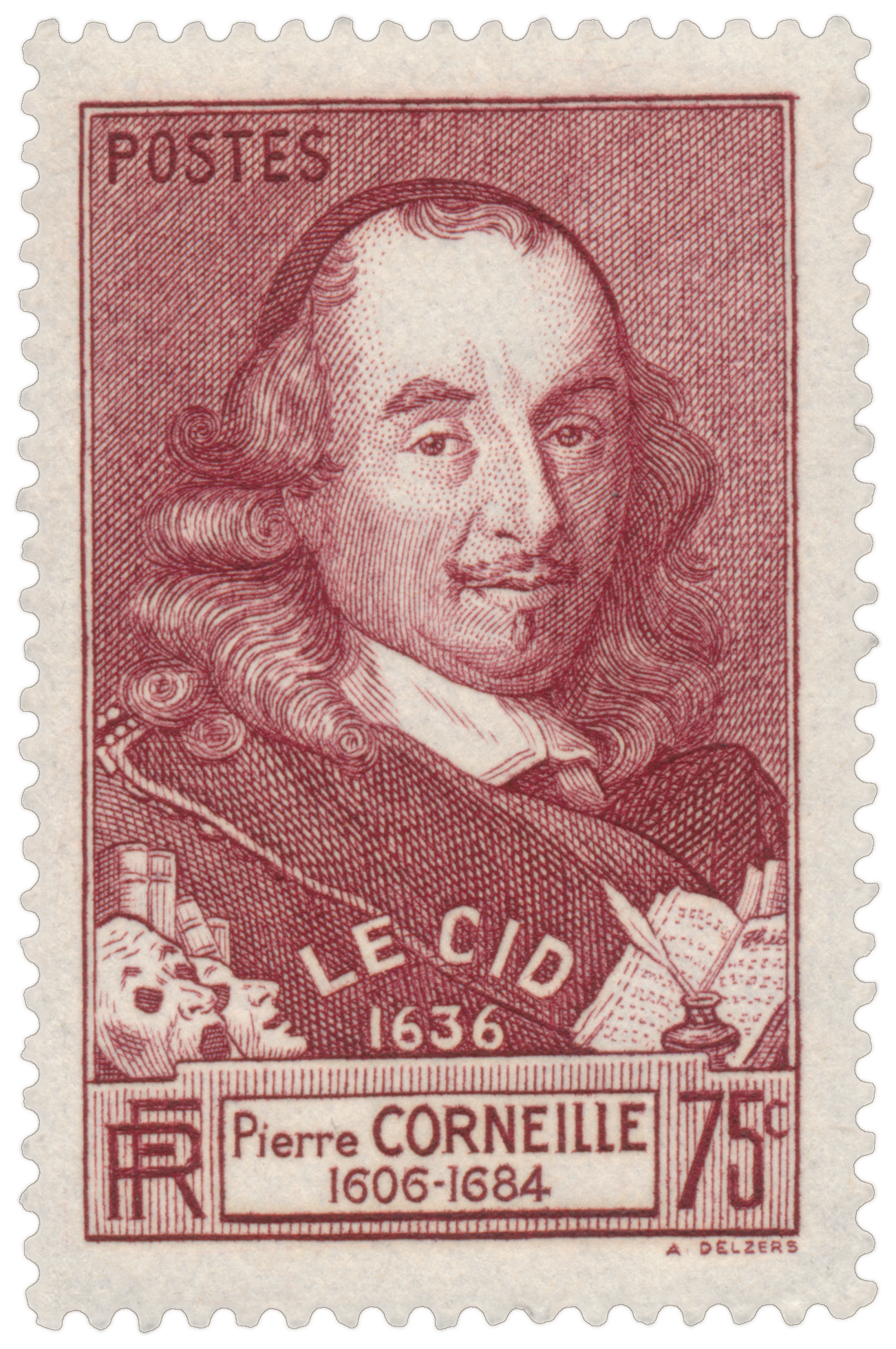
Sello emitido en 1937.

Un billete de 100 francos franceses con su imagen en ambas caras, obra de Jean Lefeuvre, grabado por Poilliot & Piel, se puso en circulación en 1964. Fue sustituido en 1979 por el billete con la imagen del pintor Eugène Delacroix y retirado en 1986.

Billete de 100 F con la imagen de Pierre Corneille
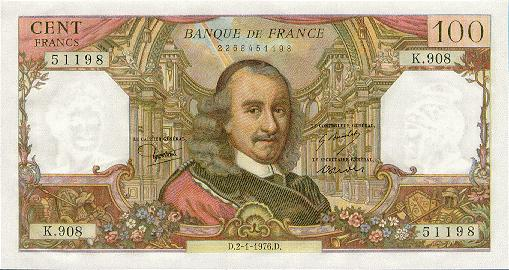
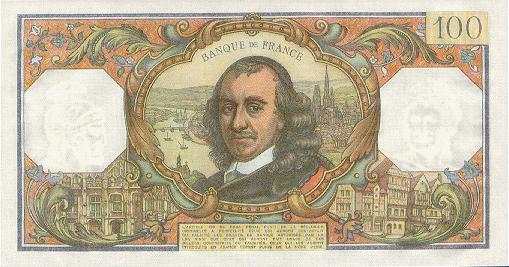

### Filatelia
En homenaje al tricentenario de la tragedia de El Cid, La Poste Française emitió un sello postal en 1937.

### Esculturas y medallas
- 1834 – El grabador Alexis-Joseph Depaulis ejecutó una medalla con la imagen de Pierre Corneille, con motivo de la inauguración de la estatua del escritor en Ruan. Se conserva un ejemplar en el museo Carnavalet (ND 210).
- 1834 - estatua de Pierre Corneille en Rouen por David d'Angers, realizada con la técnica de fundición a la cera perdida por Honoré Gonon. Situado al final de la isla.

Lacroix, cerca del puente, permaneció allí hasta la Segunda Guerra Mundial y está situada desde 1957 frente al Teatro de las Artes.

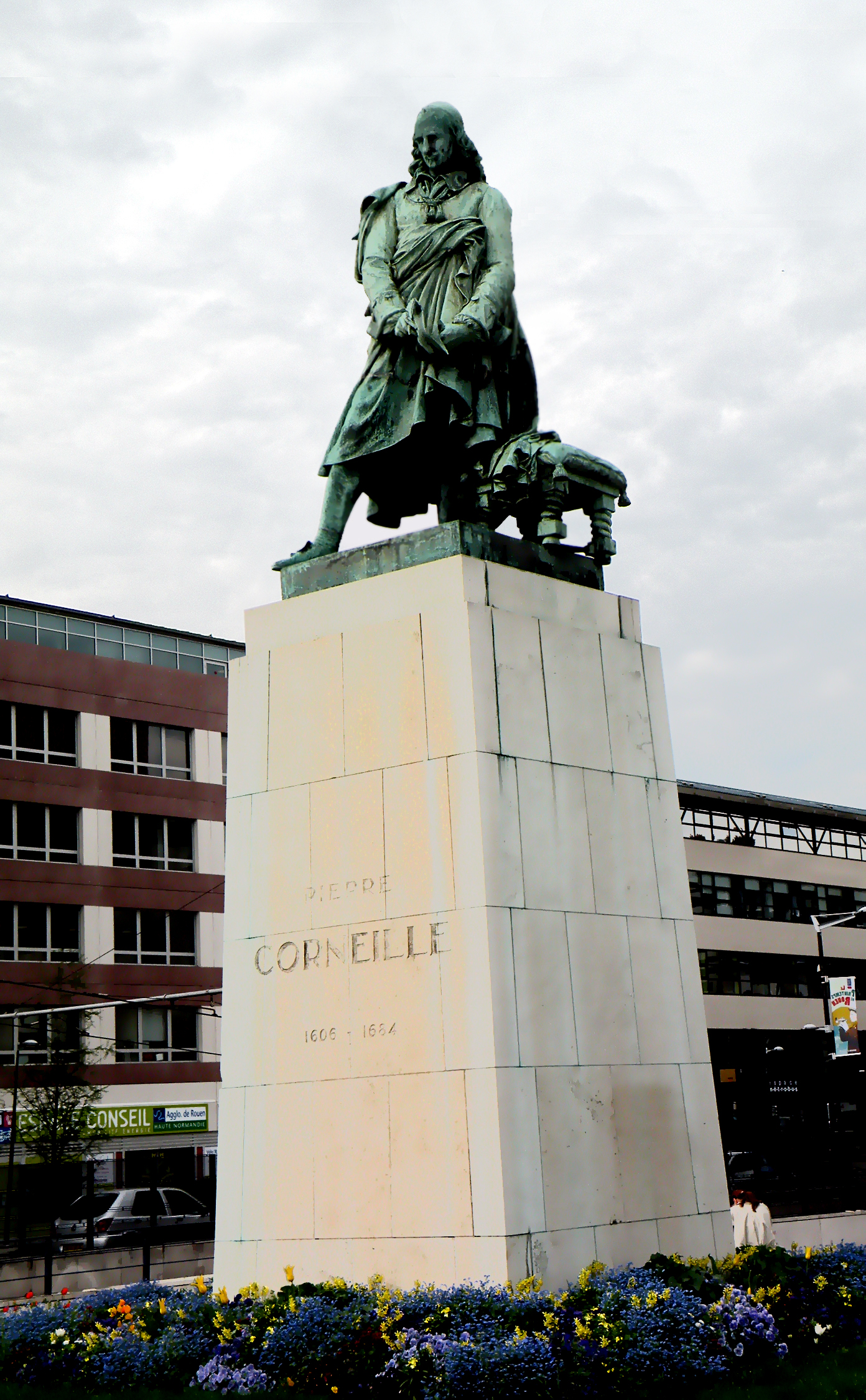
Estatua de Corneille en la explanada del Teatro de Rouen, de David d'Angers.

- 1873 – medalla de bronce a su efigie por el bicentenario de su muerte. Obra de Borrel 1873.
- 1937 – estatua de bronce de Duparc, profesor de la Escuela de Bellas Artes de Rouen (con motivo del tercer centenario del Cid). Está situado en el patio del Lycée Corneille.
- 1840 – Pierre Corneille, estatua de mármol blanco obra de Jean-Pierre Cortot, en el salón del ayuntamiento de Rouen.
- Hay un maniquí de cera que lo representa en el Museo Joanne d'Arc en una pequeña sala dedicada a Corneille.
- 1857 – Estatua de Pierre Corneille, ala Turgot, palacio del Louvre, obra del escultor Philippe Joseph Henri Lemaire.
- Las estatuas de Corneille en Rouen.[13]
- Escultura de piedra moderna de Corneille en Cid de Gérard Leroy.
- Estatua en la Place du Panthéon (París).

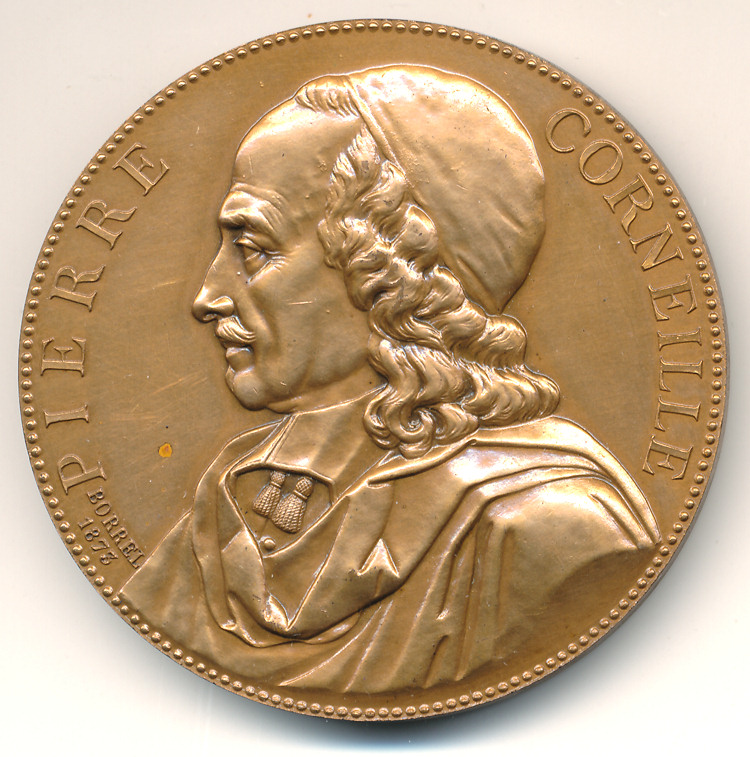
Medalla de bronce con la efigie de Pierre Corneille, obra de Alfred Borrel (1873).
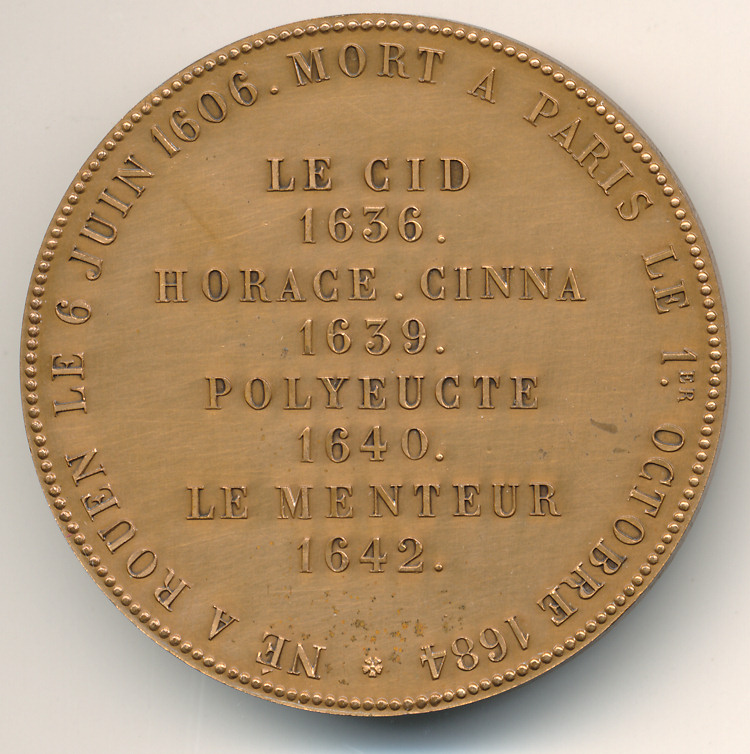
Reverso de la medalla de 1873.